# 1seg
1seg（日语： Wansegu）是在日本主要以行動電話等移動電子產品為接收對象的地面數位電視服務。正式名稱是面向手机及各种移动终端的服务（携帯電話・移動体端末向けの1セグメント部分受信サービス）。1seg的名字由来是它使用的频片（segment）数量：数字电视的每个频道里有13个频片，而该服务只使用其中的1个。其余12个提供给高清节目，也相对地称为12seg或full-seg。
2006年4月1日11時（日本標準時間）開始於東京都、名古屋市、大阪市等大都市在內的29都府縣放送，同年12月1日提供高畫質節目的同時也將服務範圍推展到43個縣的中心區域，而今2007年幾乎所有的放送局都有提供此服務。
到2008年3月底由於有同步播放的規定，規定放送局必須播放與地面電視相同的頻道，所以1seg上看播放節目與12频片（Segment）即高清地面数字电视節目相同。但2008年4月1日《放送法》修正施行後解除了同步播放的規定，所以有些放送局会在特定时间在1seg安排不同節目。

## 概要

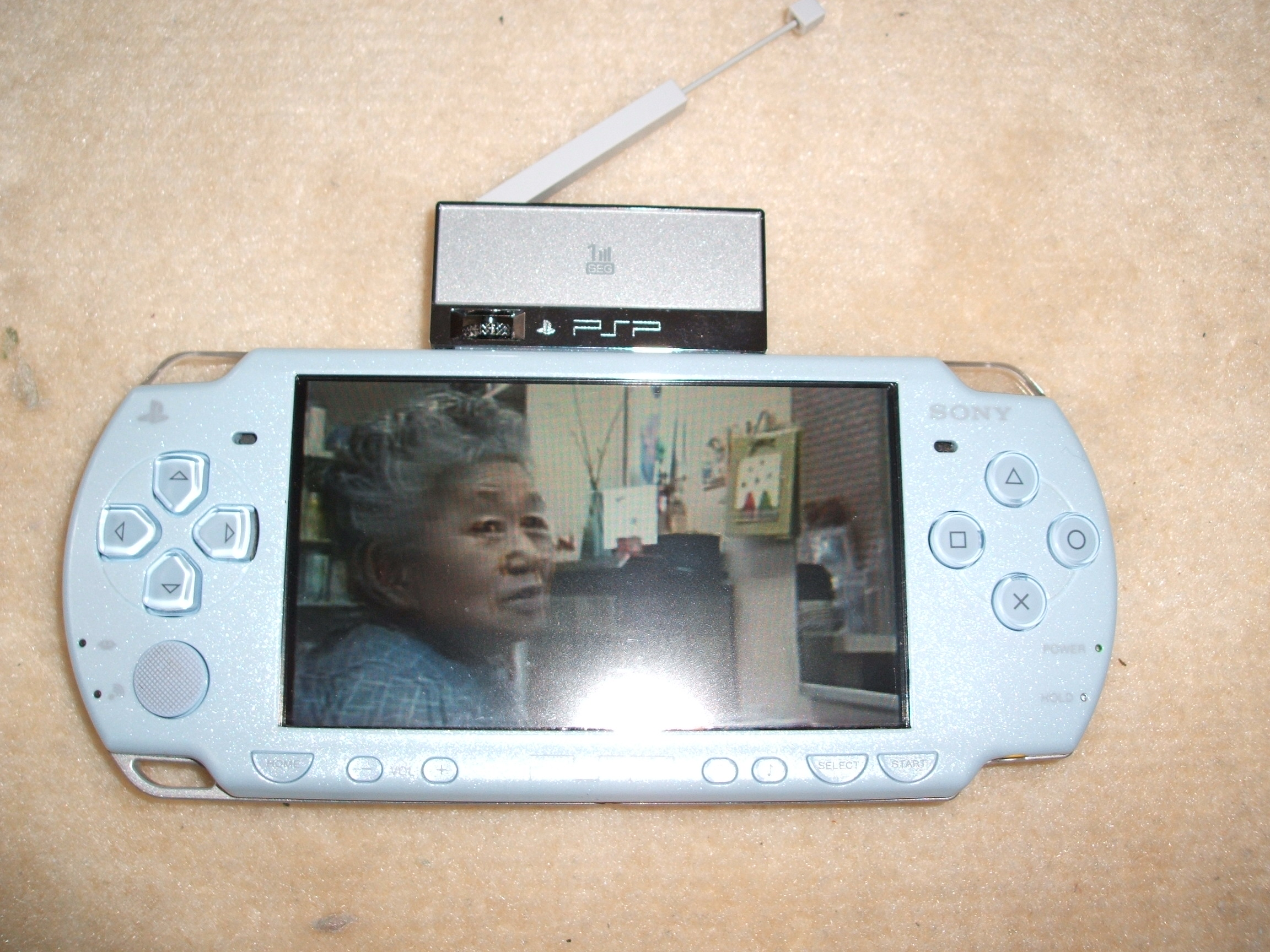
使用PSP（附加外接设备）播放的1Seg电视内容

日本的地面數位電視放送ISDB-T将470MHz-710MHz間的UHF频段划分为13-52频道，共40個頻道。1个频道又频分為13個频片（segment），12个频片用于播放高清節目，余下1个频片用于播放面向移动终端（例如手提电话）的低解析度（QVGA 320×240/320×180）节目。此高清节目也简称12seg或full-seg，移动终端用的低清晰度节目也叫做1seg。移動終端使用低解析度节目，是因为移动设备的画面小、处理能力弱，而且便携设备本身的移动会导致无线电信号质量较差，需要使用较抗干扰的低带宽调制方式。1seg的聲音部分仅支援立體聲雙聲道，不支援5.1聲道環繞音效。
使用手提電話進行收視時，也必須遵守NHK放送契约。但由于手提电话是通信设备而非播放设备，故不必支付收视费用。播放时可能需要通过互联网下载电视节目详细信息，此时可能会消耗手机的数据流量，所以携带电话会提示用户是否进行播放（默认设置，可变更）。
在放送局侧，1seg与现有的地面数字电视广播使用相同的天线设备和相同的频道，所以可收视地面数字电视的區域内就可以收到的1seg的訊號。作为例外，有一部分较偏远的山村、海岛，在早期接收不到地上数字电视信号；2007年以後，隨著中繼局的設立與増加，這些偏遠地區也得到覆盖，但1seg的信号未得到中继。
1seg放送刚開始运行時，能接收此信號的手提電話僅有NTT Docomo的P901iTV和au的W33SA、W41H等3种型号。

## 节目编组

### 獨立节目编组
在早期，限于法律的规定，1seg不能独立于高清节目（12seg）做节目编组，必须播放相同内容。不过，作为实验也有播放不同节目的事例，这种情况下，收视者无法同时收看1seg节目和普通节目（模拟电视、数字电视的节目）。例如日本電視台在關東區於晚上9點開始以特別節目進行放送的夜間日本職棒转播。
最早的大规模的独立节目编组是2008年12月21日M-1大賽的敗部復活戰，朝日電視台、朝日放送、北海道電視台、名古屋電視台與九州朝日放送以1seg节目编组进行了同时转播。
NHK在法律限制解除以后，自2009年起开始1seg放送，并从2010年起在教育频道开始1seg独立节目编组。

### 多重編組
1seg可以在媒体流级别进行多重编码，从而实现仅占用1个频片的多重节目编组：用1个频片承载2套节目内容。也2007年11月16日、東京都會電視台（TOKYO MX）宣告1seg的多重編組實驗成功，並於2008年6月23日開始提供以1seg進行多重編組的「1seg2服務」。
高清节目的多重编组在技术规格上来说，最多可以承载3套节目，不過由於TOKYO MX只提供了2套节目内容，因此1seg节目使用与高清内容相同的节目表。
奈良电视台在民间放送局中是最后提供1seg服务的，但从播放开始的2009年12月1日起，1seg节目就完全以多重编组方式提供，直至2016年3月31日取消1seg的第二套节目为止。1seg播放内容与高清完全相同：第二套节目为第一套节目播出内容的延时重播。

## 覆盖区域
在地面数字电视正式播送開始之前，于2006年2月在都营地下铁內提供过实验性的重播服务。
2006年4月1日，1seg广播服务与地上高清数字电视广播服务同时开始。但是由於接收端是移動裝置，若是在地面、室内等高度未滿10公尺的位置，即使在广播区域內仍可能因无线电信号強度太弱而无法收视。
2006年12月1日，隨著各都道府縣的NHK和民放所有發送局開始發送地面数字电视信号，1seg的放送范围也扩展到了全国。放送大学作为例外，並不播送1seg节目，但它的地面数字电视放送已经在2018年10月30日终止。
区域放送是针对遊樂場、博物館、大學等特定區域提供的广播服务。在羽田机场等处的实验后，2011年4月，总务省指定了“白频段特区”，允许在特定区域内进行1seg的研究开发和测试验证。此后2012年4月区域放送制度化，开始发行地上一般放送局的执照。区域放送也同时允许12seg的高清信号广播，例如六本木新城的区域放送和南相马频道。

## 数据广播

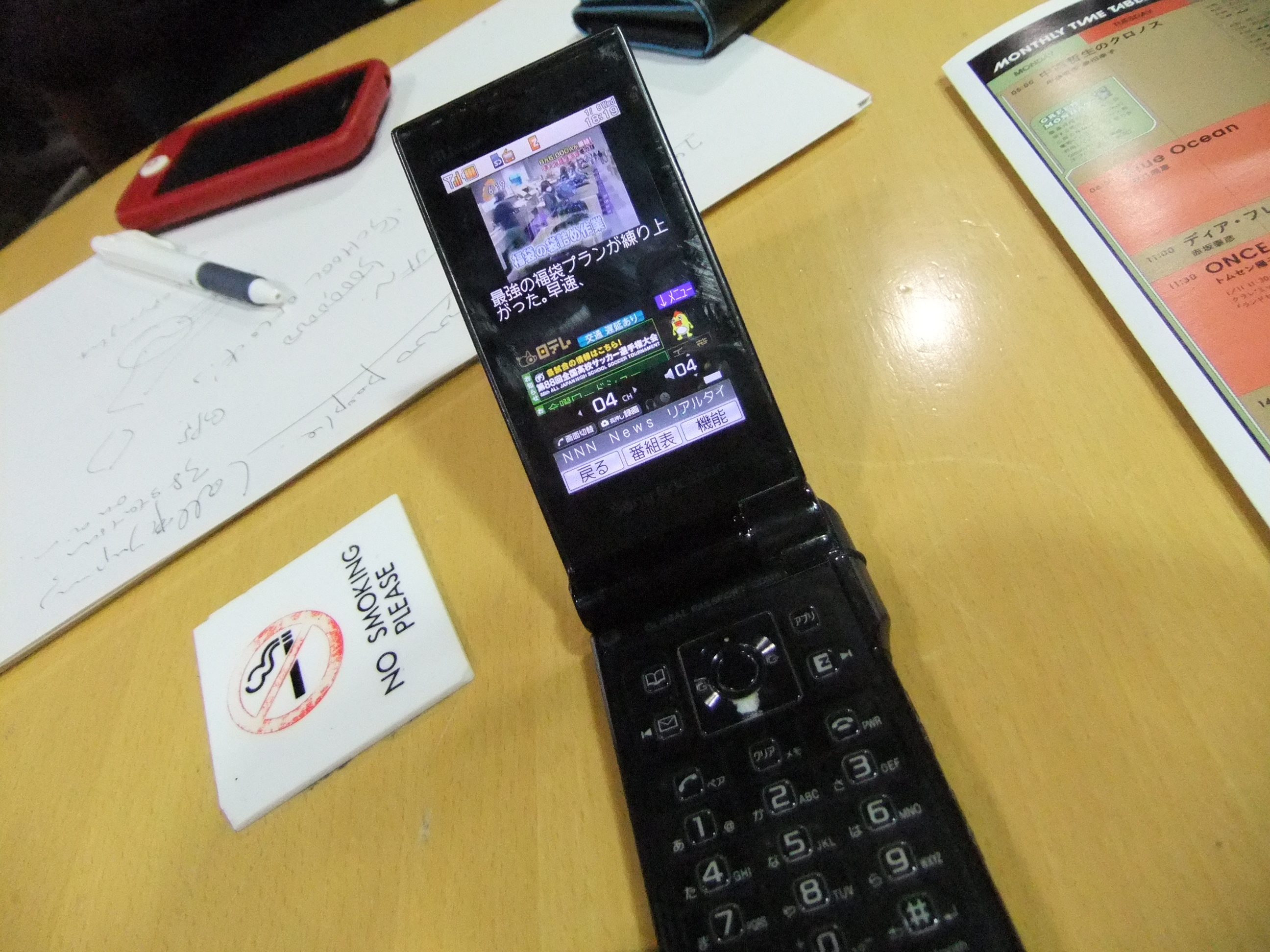
在手机上观看数字电视和附带的数据服务：画面下半部分为数据服务内容

由于1seg面向移动终端，除了普通的電視節目内容，也允许提供1seg專用的附加数据。各电视台可活用此机能，提供各种服务。1seg專用資料放送包含「放送與通信協同機能」，为手提電話業者和各電視台提供了开展新业务的可能。
凭借包括資料放送在内的附加服務製作，NHK获得了2006年移動服務論壇（MCF）颁发的移動工程獎（日語：モバイルプロジェクトアワード），以及2006年的好设计奖。NHK与RECRUIT、NTT DOCOMO間的合作也在進行中。
1seg發送資料使用BML C Profile，此Profile在BS數位放送和地上數位放送使用的A Profile基础上，增加了一些功能，从而能够实现「放送與通信的協同機能」。

### 節目表
电子节目表（EPG）也作为1seg放送的一部分广播，因此用户可以在终端上阅览节目表。但是每个频道的1seg只包含本频道1seg的节目表。因此终端刚刚开机时，可能只有当前收视频道的节目表。可以查看的节目表数量上限为10套。

## 与全世界其他放送标准的比较
世界上針對移動移動裝置進行發送的數位電視系統，可大略分為日本制式（1seg，ISDB-T标准下对广播信号的部分接收、解析）、歐洲制式（DVB-H）、韓國制式（T-DMB）三種。其中，以一个频道的部份頻寬來進行放送的只有ISDB-T制式。在巴西，自2007年起，日本标准的地面数字电视服务投入使用。不过巴西所使用的频率为806MHz段，帧率为30fps。拉丁美洲也有其他一些国家使用日本制式。
以1seg這種以電視放送的部份頻寬來進行放送的方式，與歐洲、韓國的系统相比，能够以较少的發送基地台覆盖较大的范围。但是由於使用的无线电频率较低，可用頻寬也較小，與其他制式相比畫質較差。

## 技術・規格
在開發过程中曾遇到过的问题主要有MPEG-4的授權问题，以及AVC/H.264编码的MPEG-4的CPU处理能力要求问题。另外还因为在移动设备的高畫質節目（full-seg）实验中，得出了只要加上專用的天線就可以良好收訊的結論，出现了对1seg必要性的争论。實際上，高端车载导航仪和一部分移动电话已经具备了接收、播放full-seg和1seg兩種节目的能力。

### 頻幅

1seg频片及其使用方式的示意。橙色为1seg所使用的第0频片。绿色为12seg所使用的第1至第12频片。 (Note: 1个频道的有效频宽实际分为5617个载波（carrier），其中1个用于同步，其余5616个载波被13个频片平分，每个频片包含432个载波。)

與在固定體中收訊用的高解析度電視相比，因為在移動體中進行收訊所以收訊環境較為嚴苛，所以採用抗干扰能力较强的调制方式。另外日本地上數位放送（ISDB-T）将1个频道分为13个频片，每个频片可以使用的编码调制方式有很多，这些调制方式被分类为A、B、C这3个層階，具有不同的调制方式、卷积码的编码率等，以A层阶抗干扰能力为最强，但传输速率最低，C层阶反之。
- 频片數：1（channel #0 center area）
- 調變方式：QPSK（Quadrature Phase Shift Keying）
- 卷积码编码率（Convolutional code rate）：2/3
- 緩衝比：1/8
- 比特率：最大416kbps（52KB/s）

### 壓縮技術
使用的影像壓縮技術為H.264，其壓縮品質其可達MPEG-4的2倍、MPEG-2的4倍以上，聲音部分採用AAC編碼。在低流量下改善音質的SBR技術为可选特性，使用与否由各电视台决定。
- 動畫規格：H.264/MPEG-4 AVC Baseline Profile 1.2
- 解像度：320×240（最大）
- 動画流量：128kbps（16KB/s）（例）
- 帧率：15fps（1秒15張畫面）
- 聲音規格：MPEG-2 AAC（視放送局而定有的使用SBR）
- 聲音類別：單聲道、立體聲、雙單聲道
- 聲音比特率：64kbps（8KB/s）（例）
- 資料放送規格：BML（Broadcast Markup Language）C Profile
- 資料放送比特率：約60kbps（約7.5KB/s）（例）

### 數據流
放送以和地上数字播放相同的MPEG-2數據流進行傳送，但為了縮減頻寬因此刪減了數據流中的多重化的節目表（PMT）序號，PMT序號被固定為0x1fc8（多重化節目的附屬節目是0x1fc9，取值最大可以到0x1fcf，在頻寬允許的情况下，理论上可以容许8组节目）。

### 延遲時間
由於使用較地上數位放送更複雜的數位壓縮，播放上會造成4秒左右的延遲。因此NHK其他一部份的放送局並不進行整點報時的動作。一些放送局對1seg的播放内容特別調整過顯示時間。

### 回路構成
1seg的接收回路包含天線、濾波器的調頻回路、分類複頻變調回路（OFDM）、MPEG-4AVC/H.264、MPEG-2AAC復號化回路。
2008年時1seg大多使用將調頻IC、OFDM復調用IC、濾波器、晶振、接收元件整合而成的1seg調頻模組，且往後也可以預料到將調頻迴路與OFDM復調回路整合的IC會直接安裝在週邊商品的主要基板中。
电子信息技术产业协会（JEITA）於2008年10月公佈的日本國內搭載1seg的手提電話銷售統計，自2007年7月開始累計出貨4,030萬部、2008年8月以後所有出貨的手提電話中85.1%有附帶1seg功能。為因應多天線接收系統，搭載複數的天線和調頻器的手提電話也登場了。如此1seg在新設計的手提電話上迅速普及之後，大部分智慧型手提電話與導航機、筆記型電腦、超級移動電腦（UMPC）、攜帶型多媒體播放器也都有望搭載此技術。
在2010年推出的12频片放送用模組（Full-seg模組）所消費的電力是1seg模組的10倍，若要在電量小的手提電話上使用此系統的話，今後仍需要改善。另外12频片在无线电信号质量差的时候较易受到干扰，所以今后的移动终端会支持两种模式并能進行实时切換。

## 著作权保護
2007年時，1seg的放送本身並不適用於数字版权管理（DRM）的規範。但各手提電話業者會針對被錄到機器中的影片進行著作財產權的規範，並進行著作財產權的保護。另外，一部分机种使用了Dubbing10保護機制。

## NHK收视費用
因為1seg接收端是能接收NHK電視放送的收訊設備，因此NHK主張1seg終端必須支付NHK收訊費用。但是若家中已經安装有付過電視費用的話，比照同家中的其他電視不必再付錢的情形，使用1seg是不需再付費用的。NHK綜合頻道的数字播放开始時會出現下列聲明：
『關於收訊費用，1seg收视终端也屬於NHK的收訊端。已经于NHK的簽約的家庭购入1seg收视终端時不需要再進行新的收訊簽約。』
 — 直接引用契約內容，2007年10月版本
不过，实际的审判结果却不一致。2016年8月26日，埼玉县朝霞市的市议员大桥昌信向法院要求确认仅仅拥有具备1seg功能的移动电话，而未安装电视机的话，是否需要向NHK支付费用。法院给出的结果是，根据定义多媒体广播的《放送法》第2条第14号，认为“设置”与“携带”的定义不同，NHK的“1seg播放机器的设置”是于理不通的，故而判决“携带具备1seg播放功能的移动电话不需支付NHK收视费用”。然而，2017年5月水户地方法院对于同样案件的审判结果是“应该支付NHK收视费用”。

## 1seg終端示例
于日本国内发售的Android手机和非智能手机具备1seg播放功能，截至2021年，iPhone手机仍然不具备播放1seg的能力。游戏机方面，NDS和PSP两大掌机则支持插外接天线接收1seg节目。
此外，索尼开发的XDR型号收音机（譬如XDR-63TV）亦支持收听1seg的电视伴音。

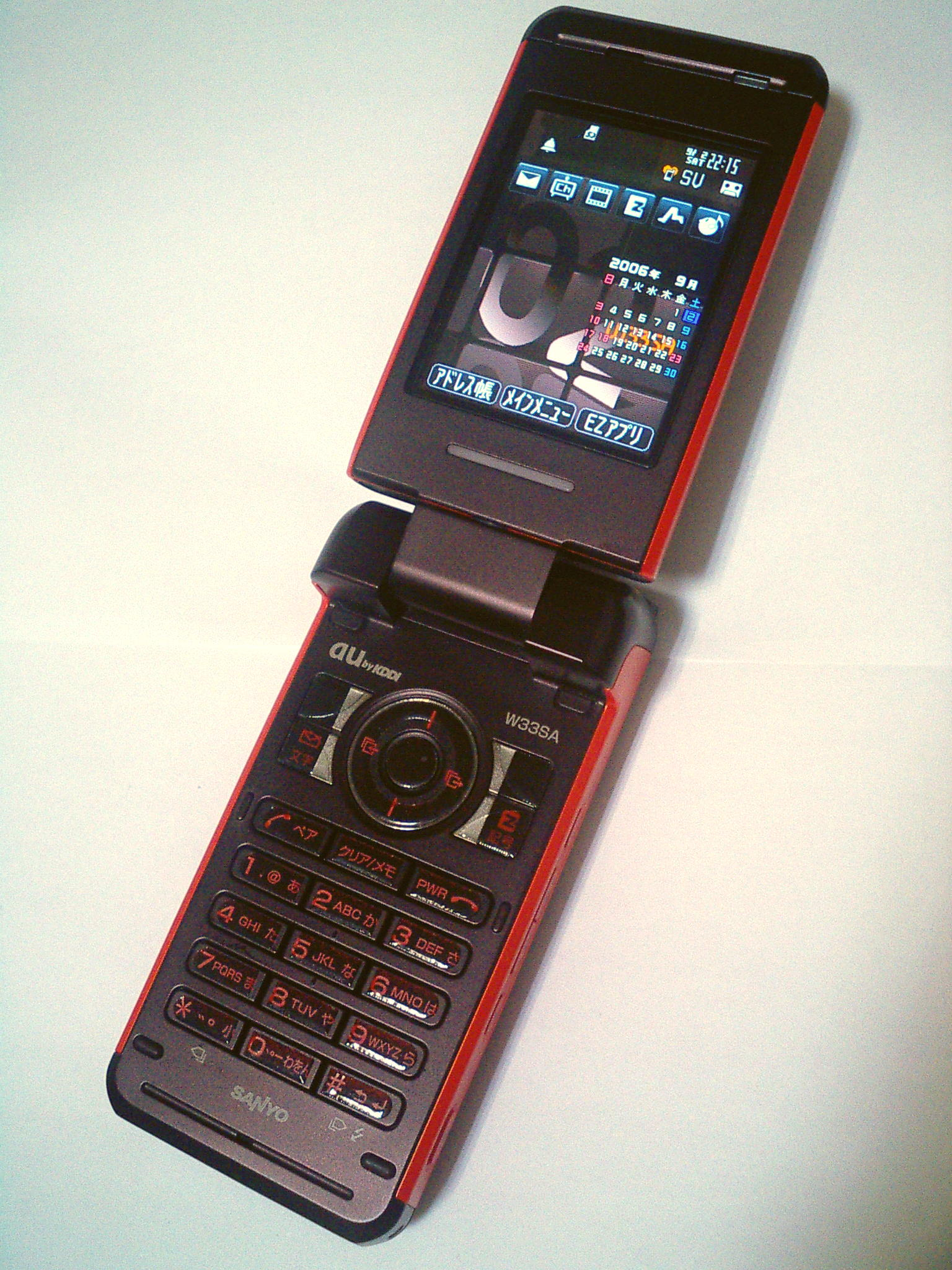
日本第一支支援1seg的行動電話：三洋電機研發製造的W33SA
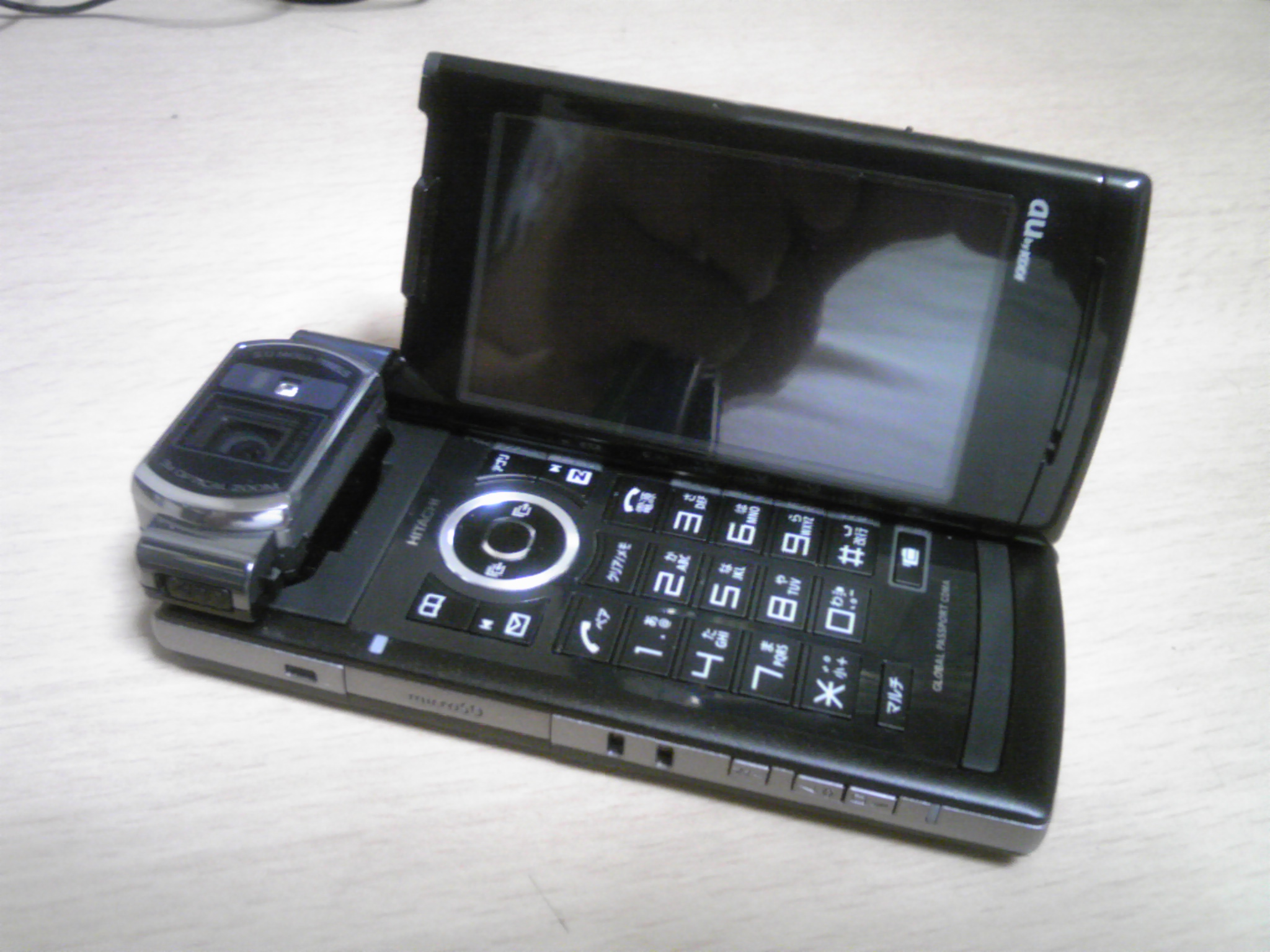
Mobile Hi-Vision CAM Wooo（HIY01 ・ au（KDDI／沖繩行動電話））
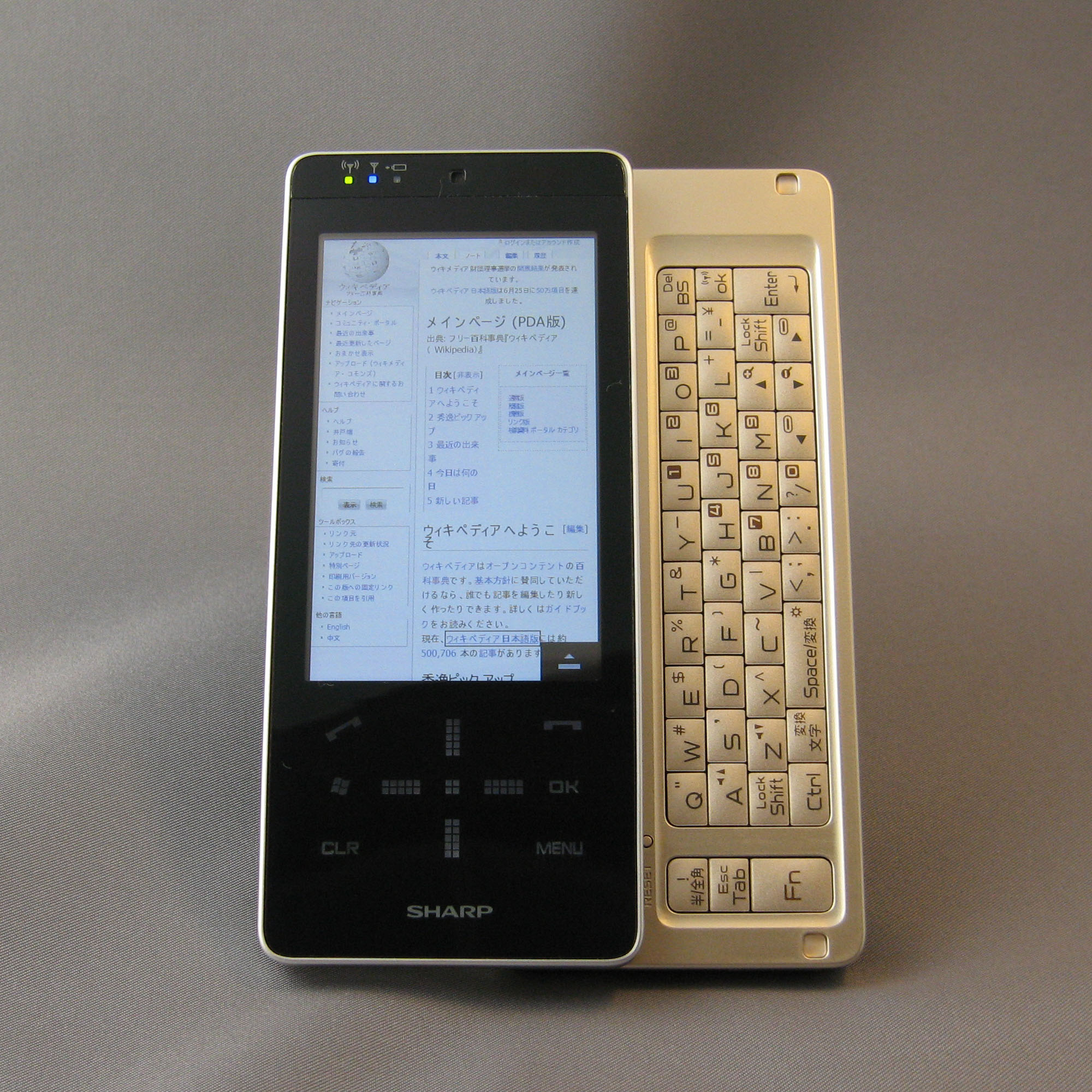
WS020SH（WILLCOM）
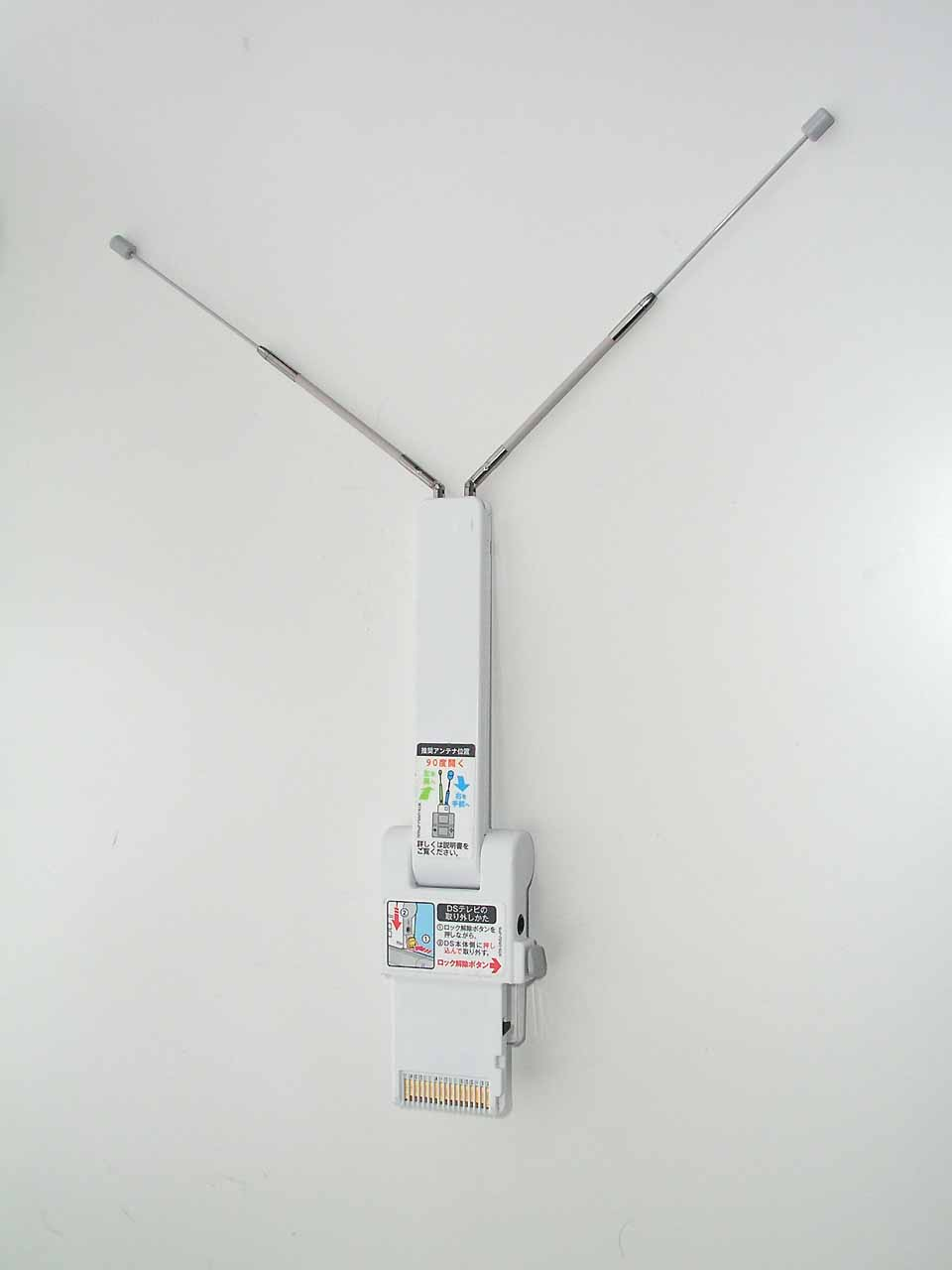
DS TV（外接接收器，任天堂DS系列用）
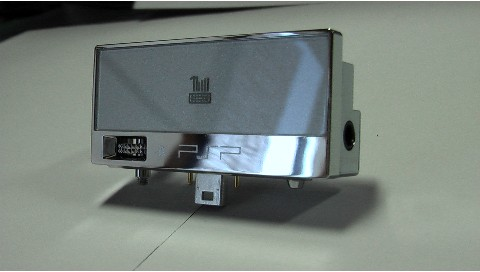
PSP-S310（外接接收器，索尼PSP使用）
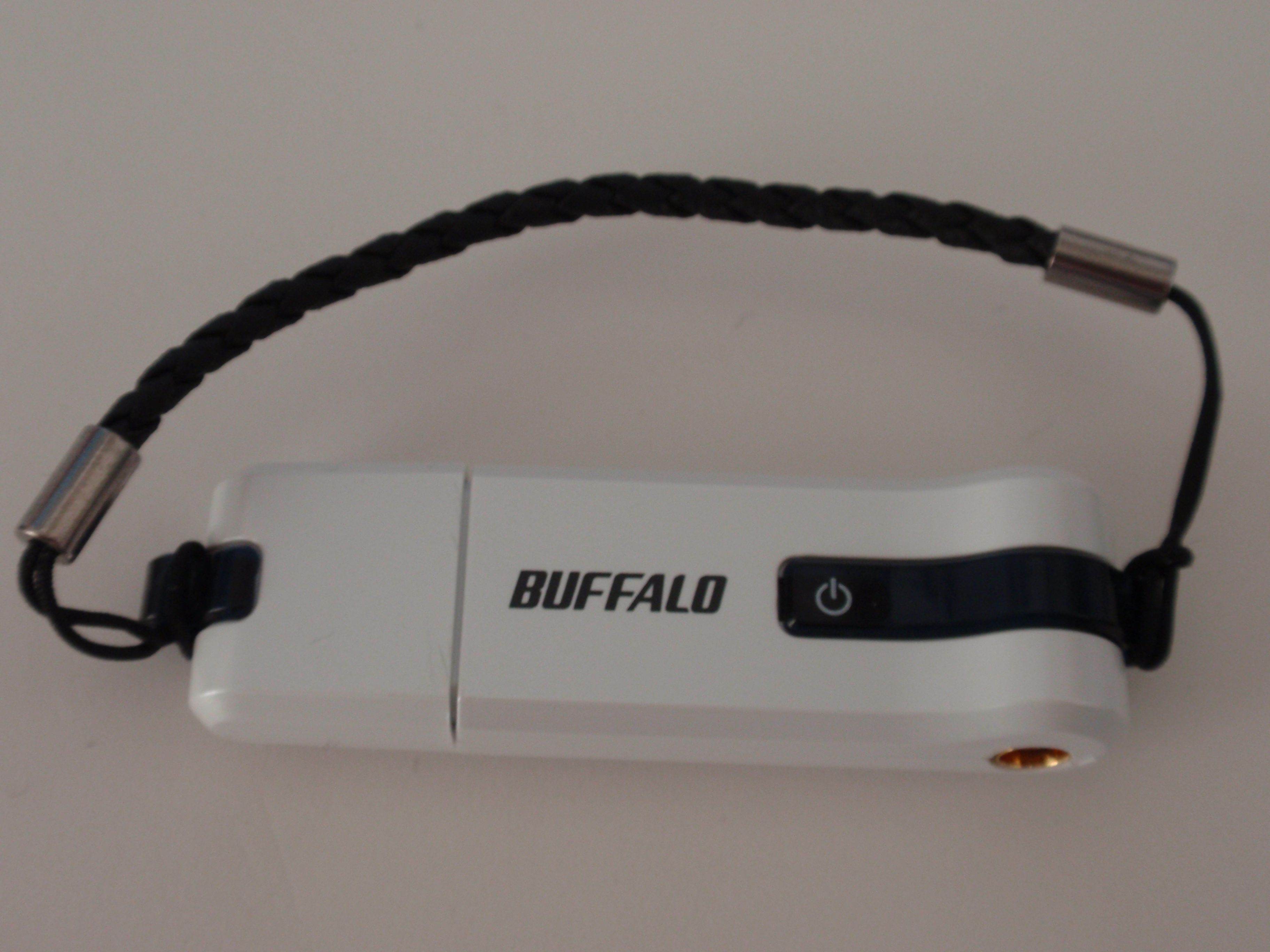
DH-ONE/U2P（PC 用接收器，BUFFALO 製）